# باختاكوراش
باختاكوراش هي بلدة في مقاطعة ده نو في ولاية صرخنداريا في أوزبكستان.